# Amir M. Mokri
Amir M. Mokri (persisch امیر مکری‎; * 11. Juni 1956 im Iran) ist ein iranischer Kameramann.

## Leben
Der gebürtige Iraner Amir M. Mokri emigrierte 1977 in die USA und nachdem er 1981 am Emerson College in Boston graduierte machte er seinen Abschluss am American Film Institute 1982 in Los Angeles. Anschließend versuchte er als Kameramann in der Filmbranche zu arbeiten, was ihm mit einigen Kurzfilmen auch gelang, darunter 1986 All You Can Dream. Mit seiner Kameraarbeit an Slam Dance und Life Is Cheap… But Toilet Paper Is Expensive wurde er jeweils für die beste Kamera des Independent Spirit Award nominiert. Mit Jerry-Bruckheimer-Produktionen wie Coyote Ugly, Bad Boys II und Das Vermächtnis des geheimen Buches konnte sich Mokri endgültig als Kameramann in Hollywood durchsetzen.
Parallel zum Film arbeitete Mokri auch als Kameramann für unzählige Werbespots wie McDonald’s, FedEx, Snickers und Audi.
Amir Mokri ist mit der Produzentin Winnie Fredriksz verheiratet.

## Filmografie (Auswahl)
- 1986: All You Can Dream
- 1987: Blondinen sterben früher (Slam Dance)
- 1987: Streetlife (House of the Rising Sun)
- 1989: Life Is Cheap … But Toilet Paper Is Expensive
- 1990: Blue Steel
- 1990: Die Hure (Whore)
- 1990: Fremde Schatten (Pacific Heights)
- 1991: Geboren in Queens (Queens Logic)
- 1992: Freejack – Geisel der Zukunft (Freejack)
- 1993: Töchter des Himmels (The Joy Luck Club)
- 1996: Auge um Auge (Eye for an Eye)
- 2000: Coyote Ugly
- 2001: Sag’ kein Wort (Don't Say a Word)
- 2002: The Salton Sea
- 2003: Bad Boys II
- 2004: Taking Lives – Für Dein Leben würde er töten (Taking Lives)
- 2005: Lord of War – Händler des Todes (Lord of War)
- 2007: Das Vermächtnis des geheimen Buches (National Treasure: Book of Secrets)
- 2008: 8 Blickwinkel (Vantage Point)
- 2009: Fast & Furious – Neues Modell. Originalteile. (Fast & Furious)
- 2011: Der letzte Tempelritter (Season of the Witch)
- 2011: Transformers 3 (Transformers: Dark of the Moon)
- 2013: Man of Steel
- 2014: Transformers: Ära des Untergangs (Transformers: Age of Extinction)
- 2014: Good Kill – Tod aus der Luft (Good Kill)
- 2015: Pixels
- 2017: Once Upon a Time in Venice
- 2018: Anon
- 2018: Superfly
- 2019: Murder Mystery
- 2020: Feel the Beat

## Auszeichnungen
Independent Spirit Awards
- 1988: Beste Kamera – Slam Dance (nominiert)
- 1991: Beste Kamera – Life Is Cheap… But Toilet Paper Is Expensive (nominiert)